# Berklingen
Berklingen ist ein kleines Dorf im Landkreis Wolfenbüttel in Niedersachsen und ein Ortsteil von Vahlberg. Der Ort liegt zwischen Klein Vahlberg und Schöppenstedt.

## Geschichte

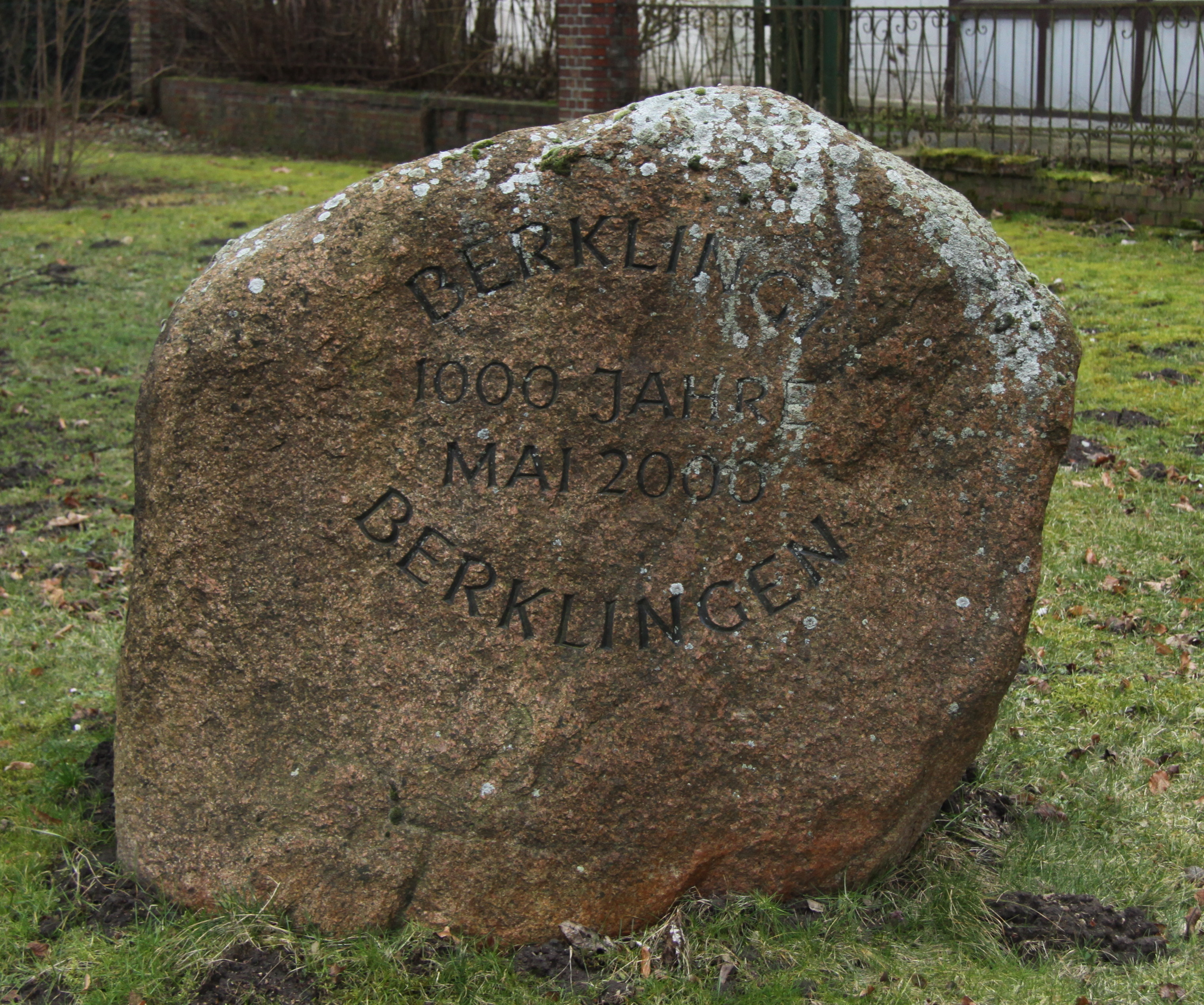
Stein zur 1000-Jahr-Feier, Granit-Findling aus dem Geschiebe skandinavischen Ursprungs

Siedlungsspuren des Ortes sind etwa 8000 Jahre alt und der Fund der Berklinger Perle belegt, dass der Handel Berklingen bereits in römischer Zeit erreichte. Berklingen wurde erstmals im Jahr 1000 urkundlich erwähnt und auf Dauer war es wahrscheinlich seit 300 v. Chr. besiedelt. Quellen berichten erstmals 1226 von einer Kirche im Ort.
Das Gebiet um die Asse ist sehr fruchtbar und das Land um Berklingen wechselte im Lauf der Geschichte häufig den Eigentümer. Graf Konrad hielt 1217 ein Gericht über Güter ab, die Berklingen betrafen. Ferner besaßen die „von Berklingen“ herzögliche Lehen. Am Mühlenberg bei Berklingen, nahe der Trinkwasseranlage, soll wegen dieser exponierten Lage bereits um 1500 eine Windmühle gestanden haben. 1940 wurde die letzte Windmühle des Ortes aufgegeben.
1701 gab es in Berklingen einen Schmied, Kaufleute siedelten ab 1867 im Ort und ein Bäcker ließ sich nieder. Ende des 18. Jahrhunderts verdiente die Bevölkerung von Berklingen vor allem in den Manufakturen in Schöppenstedt und im Kali-Schacht von Klein Vahlberg ihren Lebensunterhalt. Das heutige Gasthaus „Zur Post“ im Ort entstand 1841 aus einem Pfarrwitwenhaus.
Der Ort wird auch in einer der Elmsagen mit seinem Klopfegeist erwähnt.
Am 1. März 1974 wurde Berklingen in die neue Gemeinde Vahlberg eingegliedert.

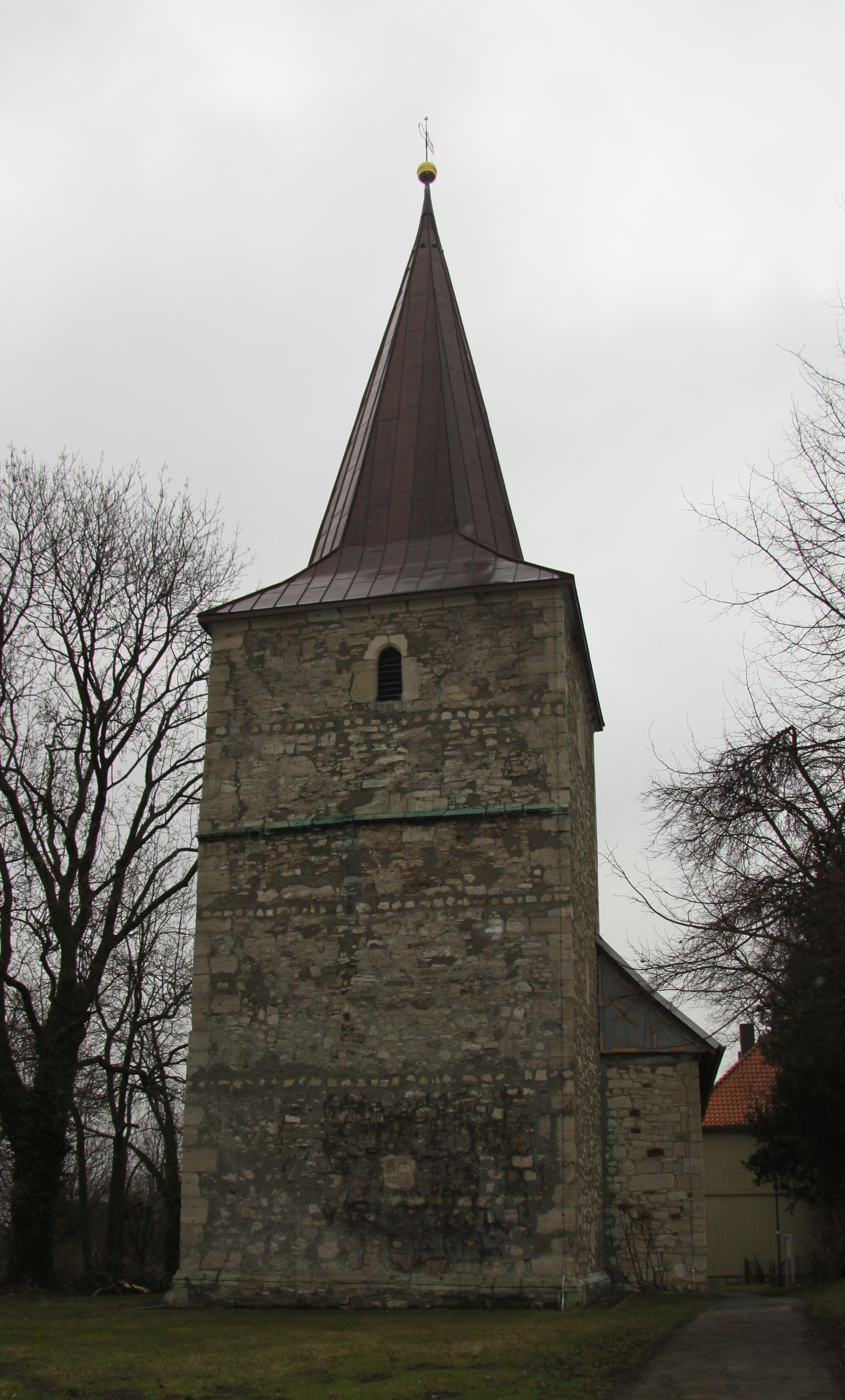
Turm der St.-Blasius-Kirche in Berklingen aus Kalkstein und Pläner. Teilweise auch Ziegel

## Kirche
Im Ort befindet sich die etwa 800 Jahre alte evangelische St.-Blasius-Kirche mit einem 32 Meter hohen Turm. In der Kirche befindet sich ein um 1500 geschaffener Flügelaltar, der einem Schüler von Tilman Riemenschneider zugeschrieben wird und des Weiteren die um 1420 entstandene Reliquienbüste des Kirchenheiligen St. Blasius. Nach einem Brand im Jahr 2009 wurde der 32 Meter hohe Turm neu mit Kupfer eingedeckt. An der Kirchenaußenseite wurde etwa 2012 ein steinernes Sühnekreuz angebracht, das sich vorher an der Straßenecke Vahlberger Straße/Semmenstedter Straße befand.